# Обремб (Серпецький повіт)
Обремб (пол. Obręb) — село в Польщі, у гміні Мохово Серпецького повіту Мазовецького воєводства.
Населення — 89 осіб (2011).
У 1975-1998 роках село належало до Плоцького воєводства.

## Демографія
Демографічна структура станом на 31 березня 2011 року:
|          | Загалом | Допрацездатний вік | Працездатний вік | Постпрацездатний вік |
| -------- | ------- | ------------------ | ---------------- | -------------------- |
| Чоловіки | 45      | 7                  | 30               | 8                    |
| Жінки    | 44      | 18                 | 17               | 9                    |
| Разом    | 89      | 25                 | 47               | 17                   |